# 道氏马先蒿
道氏马先蒿（学名：Pedicularis daltonii）为列当科马先蒿属的植物。分布于锡金以及中国大陆的西藏等地，生长于海拔4,500米至5,500米的地区，目前尚未由人工引种栽培。